# Liste der Monuments historiques in Dieulouard
Die Liste der Monuments historiques in Dieulouard führt die Monuments historiques in der französischen Gemeinde Dieulouard auf.

## Liste der Immobilien
| Bezeichnung           | Beschreibung                                                                                   | Standort                 | Kennzeichnung | Schutzstatus | Datum | Bild           |
| --------------------- | ---------------------------------------------------------------------------------------------- | ------------------------ | ------------- | ------------ | ----- | -------------- |
| Château de Dieulouard | Höhenburg, ab dem späten 10. Jahrhundert, 1660 entfestigt, um 1790 als Nationalgut versteigert | Au Vieux Château (Lage)  | PA00106022    | Inscrit      | 1927  | weitere Bilder |
| Kirche St-Sébastien   | ab dem 11. Jahrhundert                                                                         | Rue Saint-Laurent (Lage) | PA00106023    | Inscrit      | 1926  | weitere Bilder |

## Liste der Objekte
| Bezeichnung                        | Beschreibung                                                                     | Standort                          | Kennzeichnung | Schutzstatus | Datum | Bild |
| ---------------------------------- | -------------------------------------------------------------------------------- | --------------------------------- | ------------- | ------------ | ----- | ---- |
| Zwei Blindgänger                   | 1918 auf die Kirche abgeworfen, als Exvoto aufbewahrt                            | in der Kirche St-Sébastien (Lage) | PM54002054    | Inscrit      | 2015  |      |
| Skulptur Madonna mit Kind          | Stein, Anfang des 14. Jahrhunderts                                               | in der Kirche St-Sébastien (Lage) | PM54000185    | Classé       | 1907  |      |
| Wandvertäfelung und Chorgestühl    | Holz, 18. Jahrhundert                                                            | in der Kirche St-Sébastien (Lage) | PM54000187    | Classé       | 1908  |      |
| Kanzel                             | Eichenholz, bemalt, 18. Jahrhundert                                              | in der Kirche St-Sébastien (Lage) | PM54000191    | Classé       | 1983  |      |
| Skulptur Sitzende Madonna mit Kind | Stein, 15. Jahrhundert                                                           | in der Kirche St-Sébastien (Lage) | PM54000186    | Classé       | 1907  |      |
| Osterleuchter                      | Eichenholz, zweite Hälfte des 18. Jahrhunderts                                   | in der Kirche St-Sébastien (Lage) | PM54000188    | Classé       | 1980  |      |
| Kruzifix                           | Holz, farbig gefasst, Ende des 17. Jahrhunderts                                  | in der Kirche St-Sébastien (Lage) | PM54001502    | Inscrit      | 1984  |      |
| Gemälde Heiliger Sebastian         | Ölfarbe auf Leinwand, vergoldeter Holzrahmen, Mitte des 18. Jahrhunderts         | in der Kirche St-Sébastien (Lage) | PM54000189    | Classé       | 1983  |      |
| Behälter für die heiligen Öle      | Silber, 1760                                                                     | in der Kirche St-Sébastien (Lage) | PM54000190    | Classé       | 1983  |      |
| Gemälde Rosenkranzmadonna          | Ölfarbe auf Leinwand, vergoldeter Holzrahmen, 18. Jahrhundert                    | in der Kirche St-Sébastien (Lage) | PM54001500    | Inscrit      | 1983  |      |
| Gemälde Heiliger Nikolaus          | Ölfarbe auf Leinwand, vergoldeter Holzrahmen, zweite Hälfte des 18. Jahrhunderts | in der Kirche St-Sébastien (Lage) | PM54001501    | Inscrit      | 1983  |      |